# Iain Levison
Iain Levison (* 1963 in Aberdeen) ist ein US-amerikanischer Schriftsteller deutscher Abstammung.

## Leben
Iain Levison wurde als Sohn deutscher Eltern in Schottland geboren und kam im Jahr 1974 in die USA, wo er aufwuchs und heute noch lebt und arbeitet. Nach seinem Studienabschluss fand er keine Arbeit und verdiente seinen Lebensunterhalt mit Gelegenheitsjobs. So machte er in über 40 Tätigkeiten in zehn Jahren, wie als Krabbenfischer in Alaska, als Kraftfahrer, als Koch und Restaurantmanager die unterschiedlichsten Erfahrungen, die er später in seinen Romanen verarbeitete.
In seinem in Amerika erschienenen Manifest über Arbeitsmoral A Working Stiff’s Manifesto – A Memoir of Thirty Jobs sowie auch in seinen späteren Romanen setzt er sich intensiv mit der Ausbeutung der Arbeitnehmer auseinander.
Sein deutsches Debüt ist der im Jahre 2005 erschienene Kriminalroman Betriebsbedingt gekündigt, der auch in den USA, in Italien und Frankreich ein Erfolg wurde.
Wie die Übersetzungsrechte (in Deutschland Matthes & Seitz, in den Niederlanden De Geus, in Italien Feltrinelli, in England und Amerika Bitter Lemon Press) zeigen, finden seine Werke Wertschätzung und Publikum auf der ganzen Welt.
Iain Levison lebt in Raleigh in North Carolina.

## Werke
- Betriebsbedingt gekündigt. Übers. Hans Therre. Matthes & Seitz, Berlin 2005, ISBN 3-88221-845-2
- Abserviert. Mein Leben als Humankapital. Übers. Hans Therre. Matthes & Seitz, Berlin 2006, ISBN 3-88221-865-7.
 Hörbuch: Stimme Michael Schrodt. Buchfunk, Leipzig 2008, ISBN 978-3-86847-101-4
- Tiburn. Übers. Hans Therre. Matthes & Seitz, Berlin 2008, ISBN 978-3-88221-728-5
- Hoffnung ist Gift. Übers. Walter Goidinger. Deuticke, Wien 2012, ISBN 978-3-552-06194-1
- Gedankenjäger. Übers. Walter Goidinger (Mindreader, 2015) Deuticke, Wien 2016, ISBN 978-3-552-06328-0

## Adaptionen

### Hörspiel
- Betriebsbedingt gekündigt. Bearbeitung und Regie: Steffen Moratz. Stimmen: Jörg Schüttauf, Hansjürgen Hürrig, Götz Schweighöfer, Mirco Kreibich, Udo Schenk, Bernhard Schütz, Reiner Heise, Ellen Hellwig, Sigrun Fischer, Peter W. Bachmann u. a., Länge: 51 Min. Produktion Mitteldeutscher Rundfunk 2007.[1]
- Tiburn. Bearbeitung: Andreas Jungwirth. Regie: Heike Tauch. Produktion: Mitteldeutscher Rundfunk 2011[2]
- Hoffnung ist Gift. Bearbeitung: Steffen Moratz. Regie: Cordula Dickmeiß. Stimmen: Nico Holonics, Stephanie Eidt, Devid Striesow, Jörg Hartmann, Rainer Strecker, Philipp Engelhardt, Manuel Harder, Mirko Böttcher u. a. Länge: 61 Min. Produktion Deutschlandfunk Kultur 2020.[3]